# Naturschutzgebiet Kennedy Lakes
Das Naturschutzgebiet Kennedy Lakes (englisch Kennedy Lakes Protected Natural Area , französisch Zone naturelle protégée des lacs Kennedy) ist ein Schutzgebiet in der kanadischen Provinz New Brunswick. Das zentral in der Provinz gelegene Schutzgebiet wurde 2003 ausgewiesen. Es erstreckt sich über eine Fläche von 206,65 km² im äußersten Westen des Northumberland County.

## Beschreibung
Das Naturschutzgebiet liegt in den beiden Ökoregionen Southern Uplands und Valley Lowlands. Es reicht von 200 m bis 580 m Höhe. Kern des Naturschutzgebietes ist das namengebende Seensystem der Kennedy Lakes mit den umliegenden Feuchtgebieten. Größere Seen sind Main Kennedy Lake, Lower Kennedy Lake und Second Fowler Lake. Entwässert wird das Gebiet von den beiden Quellflüssen des Renous River.
Das Naturschutzgebiet ist stark bewaldet. Auf den Hügeln wachsen witterungsbeständige Laubbaum-Arten, während in den Tallagen weniger tolerante Laubbaum-Arten, Balsam-Tannen und Fichten vorkommen. In den zentralen Bereichen des Schutzgebietes, wo es trockener und felsiger ist, gedeihen Banks-Kiefer und Weymouth-Kiefer. Schwarz-Fichte und Thuja occidentalis bevorzugen feuchtere Standorte innerhalb des Schutzgebietes.
Als ein Schutzgebiet der Kategorie II ist das Naturschutzgebiet Kennedy Lakes für die Öffentlichkeit zugänglich. Entlang der südlichen Grenze des Schutzgebietes verläuft die Route 108 (Renous–Plaster Rock). Von dort können die Seen per Kanu und über Holzplanken-Wege erreicht werden.